# Platygaster prolata
Platygaster prolata är en stekelart som beskrevs av Macgown 1971. Platygaster prolata ingår i släktet Platygaster och familjen gallmyggesteklar. Inga underarter finns listade i Catalogue of Life.